# Pseudonapomyza conchata
Pseudonapomyza conchata är en tvåvingeart som beskrevs av Zlobin 2002. Pseudonapomyza conchata ingår i släktet Pseudonapomyza och familjen minerarflugor. Inga underarter finns listade i Catalogue of Life.